# Preloge pri Konjicah
Preloge pri Konjicah so naselje v Občini Slovenske Konjice.